# Edip Cansever
Edip Cansever (Istanbul, 8 agosto 1928 – 28 maggio 1986) è stato un poeta turco.

## Biografia
Dopo aver frequentato per qualche tempo la Trade Academy, Cansever lavorò come un commesso in un negozio di antichità nel Grande Bazar d'Istanbul.
Nonostante egli non si definisca tale, è considerato come un membro della seconda nuova generazione della poesia turca.
(Doğan Hizlan, 1983)

## Opere
- Ikindi Ustu (1947)
- Dirlik Duzenlik (1954)
- Yercekimli Karanfil (1957)
- Umutsuzlar Parki (1958)
- Petrol (1959)
- Nerde Antigone (1961)
- Tragedyalar (1974)
- Cagrilmayan Yakup (1966)
- Kirli Agustos (1970)
- Sonrasi Kalir (1964)
- Ben Ruhi Bey Nasilim (1976)
- Sevda ile Sezgi (1977)
- Sairin Seyir Defteri (1980)
- Yeniden (Collected Poems, 1981)
- Bezik oynayan Kadinlar (1982)
- Ilkyaz Sikayetcileri (1984)
- Oteller Kenti (1985)

## Premi
- Premi di poesia di Yeditepe (1958)
- Premi turchi di poesia di associazione di lingua (1977)
- Premi letterari di Sedat Simavi (1982)